# Молошки
Моло́шки (до 1946 року - Жбадин)  — село в Україні, у Львівському районі Львівської області. Населення становить 93 особи. Орган місцевого самоврядування — Городоцька міська рада.

## Історія
Колишня німецька колонія Збадинь-Кутенберґ (пол. Zbadyń-Kuttenberg, заснована за програмою Йосифинської колонізації. 1 квітня 1930 року село вилучене з Яворівського повіту Львівського воєводства і включене до Грудецького того ж воєводства. Рішенням міністра внутрішніх справ 11 березня 1939 року під час кампанії зміни німецьких назв на польські перейменована на Збадинь-Малінувка (пол. Zbadyń-Malinówka). Історична назва населеного пункту - Жбадин.

## Релігія
1 жовтня 2017 року митрополит Львівський і Сокальський Димитрій у Молошках звершив велике освячення храму на честь Успіння Пресвятої Богородиці та першу Божественну Літургію.